# Louis Noël
Pour les articles homonymes, voir Noël (homonymie).
Louis Noël, pseudonyme d’Hubert Noël Louis, né à Ruminghem (Pas-de-Calais) le 1er avril 1839 et mort à Paris le 11 janvier 1925, est un sculpteur français.

## Biographie
Louis Noël est l'aîné des cinq enfants de Noël Hubert Joseph-Augustin Louis et de Marie Thérèse Joseph Barrois. Il a pour marraine sa grand-mère Dieudonnée Bonnard, fille de Jean-Marie Bonnard, juge de paix du canton d'Audruicq. Au XVIIe, la famille Bomart est la plus importante du village de Ruminghem. Vers 1847, la famille s'installe à Saint-Omer. Hubert Noël va à l'école chez les Frères des Écoles chrétiennes où il montre de réelles aptitudes artistiques. Ses parents le placent cependant chez un négociant lillois, mais il rentre très vite chez lui. Il suit d'abord les cours de l'école académique de Saint-Omer puis, en 1859, la Ville de Saint-Omer lui octroie une bourse pour se former dans l'atelier de François Jouffroy à l'École des beaux-arts de Paris.
Il débute au Salon de 1863 où il expose le buste en marbre de Joseph de Folard, maire de Saint-Omer.
En 1868, il offre un bas-relief à son village natal de Ruminghem, une sculpture sur bois représentant la Mise au tombeau, qu'il signe encore Hubert Noël Louis.
En 1871, il est engagé dans un bataillon de marche et assiste au siège de Paris. Cette expérience lui inspire une œuvre dans la veine patriotique, La Défense de Paris, et plus tard une statue du général Louis Faidherbe. 
Artiste particulièrement productif, il expose très régulièrement de nombreux bustes et statues, portraits de personnages historiques, de contemporains et de saints. Il collabore avec Auguste Bartholdi à diverses reprises. Saint-Omer abrite bon nombre de ses œuvres : le Monument à Louis Martel au jardin public ; une Sainte Philomène, qui n'est pas sans rappeler la Sainte Cécile de Stefano Maderno, sous un autel de la cathédrale, surmonté d'un Saint Antoine, et un bas-relief figurant le chanoine François Duriez ; le Monument à Alexandre Monsigny, compositeur originaire du pays.
La Société des antiquaires de la Morinie lui commande un Monument à Suger, enfant présumé — mais fort peu probable en réalité — du pays. Le modèle en plâtre proposé par Louis Noël ne sera pas retenu et c'est une statue de Jean-Baptiste Stouf, provenant de la cour du château de Versailles, offert à la ville de Saint-Omer en 1931, qui accueille aujourd'hui la visiteur à l'entrée des ruines de l'abbaye Saint-Bertin. 
Il obtient une médaille de 2e classe au Salon de 1873, la croix de chevalier de la Légion d'honneur pour son Monument à David d'Angers pour la ville d'Angers et une médaille d'argent à l'Exposition universelle de 1889. Il est membre de l'Académie de Saint-Luc à Rome, de la Société des artistes français, est nommé Rosati d'honneur en 1900 et est officier d'Académie.
En 1893, il sculpte un haut-relief pour le tombeau de sa mère dans le cimetière de Blendecques.
Louis Noël expose pour la dernière fois en 1924, avec la statue de sainte Marguerite-Marie, conservée dans l'église Saint-Augustin de Paris. 
Pendant plus de cinquante ans, il habite au 108, rue de Vaugirard à Paris, dans un atelier fort simple. Il élève, après la mort de sa femme, avec l'aide de sa tante, sa fille Jeanne, qui épousera son élève, le sculpteur lillois Jules Déchin. 

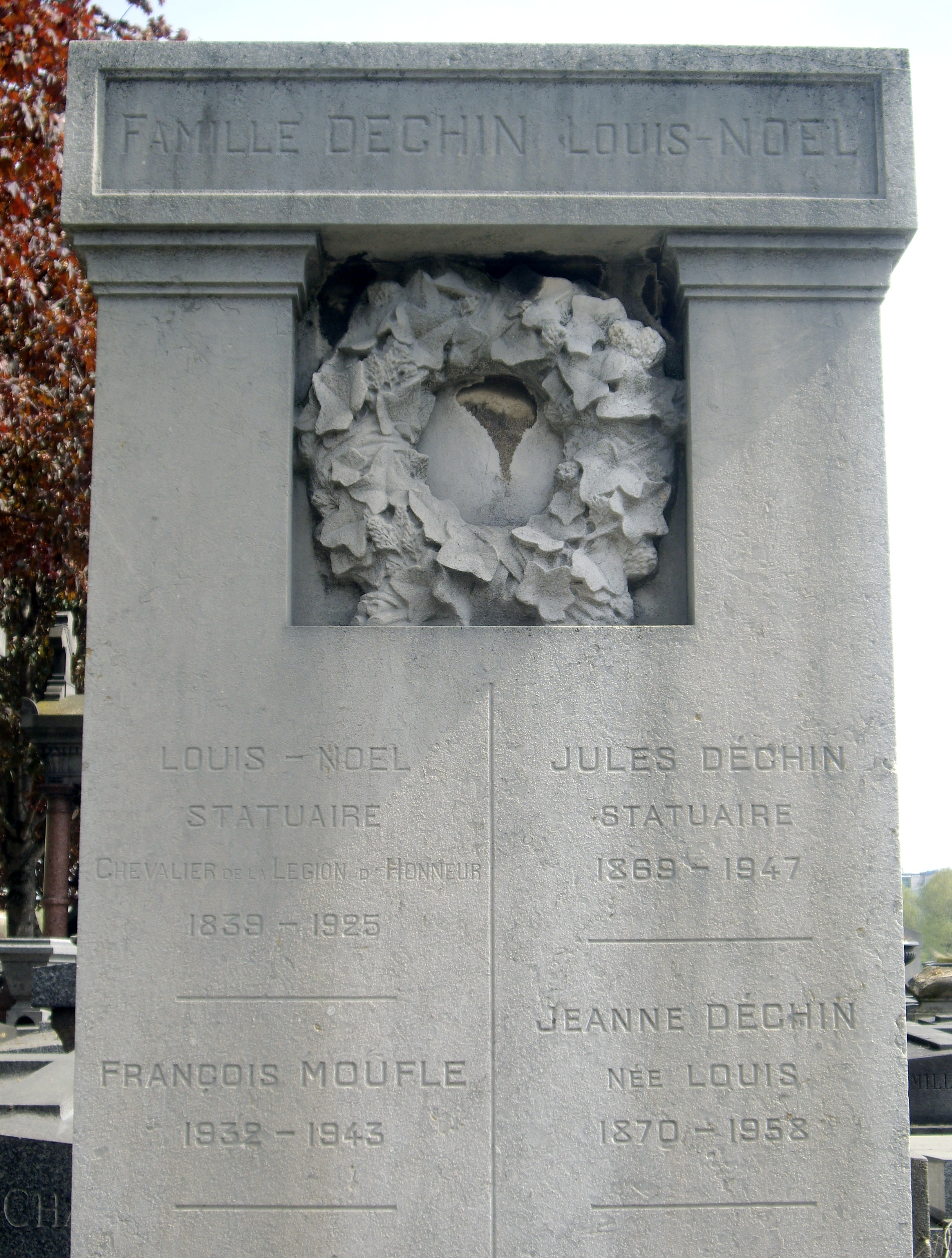
Sépulture au cimetière de Montrouge.

« Louis Noël était un Artésien de race. C'était un travailleur acharné, un passionné par son travail, fidèle à ses convictions, mais aussi un homme généreux et modeste. À un beau talent, il a su joindre les  plus belles qualités de l'esprit et du cœur, et il n'a jamais oublié sa région[réf. nécessaire]. »
Il meurt le 11 janvier 1925.

## Distinctions
- Officier d'académie

## Œuvres dans les collections publiques
France
- Aire-sur-la-Lys, église du collège jésuite, transept gauche : Monument aux zouaves.
- Aumont-Aubrac : Monument aux morts.
- Belfort : Monument des Trois sièges de Belfort, 1913, en collaboration avec Auguste Bartholdi (maquette), Jules Déchin et Georges Dehaudt (architecte).
- Boulogne-sur-Mer :
  - basilique Notre-Dame de l'Immaculée Conception : 
    - Orant de Mgr Lobbedey ;
    - Sainte Ide, 1923, statue sous le dôme de la basilique ;
    - Vierge et Saint Jean, 1903, statues de l'autel du Sacré-cœur.

  - château-musée de Boulogne-sur-Mer : Portrait de l'abbé d'Halluin, 1896, bronze.
- Évian-les-Bains : Monument au général Pierre Louis Dupas.
- Marquise : Cénotaphe 1921, emmarchement en marbre.
- Paris : 
  - basilique du Sacré-Cœur de Montmartre, crypte : Saint Bruno, 1899, statue en marbre.
  - cimetière du Père-Lachaise :
    - Monument funéraire de Jeanne-Simonne Dugoujon ;
    - Monument funéraire de Mademoiselle Clairon ;
    - Monument funéraire d'Arsène Houssaye, 1902 (4e division) ;
    - Monument funéraire de Félix-Charles Berthélémy.

  - église Saint-Augustin :
    - Sainte Monique, 1916 ;
    - Saint Augustin ;
    - Sainte Marguerite-Marie.

  - musée d'Orsay : Charles-Philippe de Chennevières-Pointel, 1902, buste en marbre.
- Ruminghem : Mise au tombeau, 1868.
- Saint-Omer :
  - cathédrale Notre-Dame :
    - Sainte Philomène, 1897 ;
    - Saint Antoine de Padoue ;
    - Le Chanoine Duriez, 1884, bas relief.

  - cimetière des Bruyères :
    - Buste de F. Sommerock ;
    - Buste d'Alphonse de Neuville.

  - jardin public : Monument à Louis Martel, 1897.
  - lycée Ribot : Buste d'Alexandre Ribot.
  - palais de justice : La Justice et La Loi, 1877.
  - place Sithieu : Monument à Alexandre Monsigny, 1905 ;
- Tours : Gisant de l'archevêque Charles Théodore Colet dans la Cathédrale Saint-Gatien de Tours

Italie
- Rome, basilique Saint-Pierre : Saint Pierre Fourier, 1899, statue en marbre.

Œuvres de Louis Noël
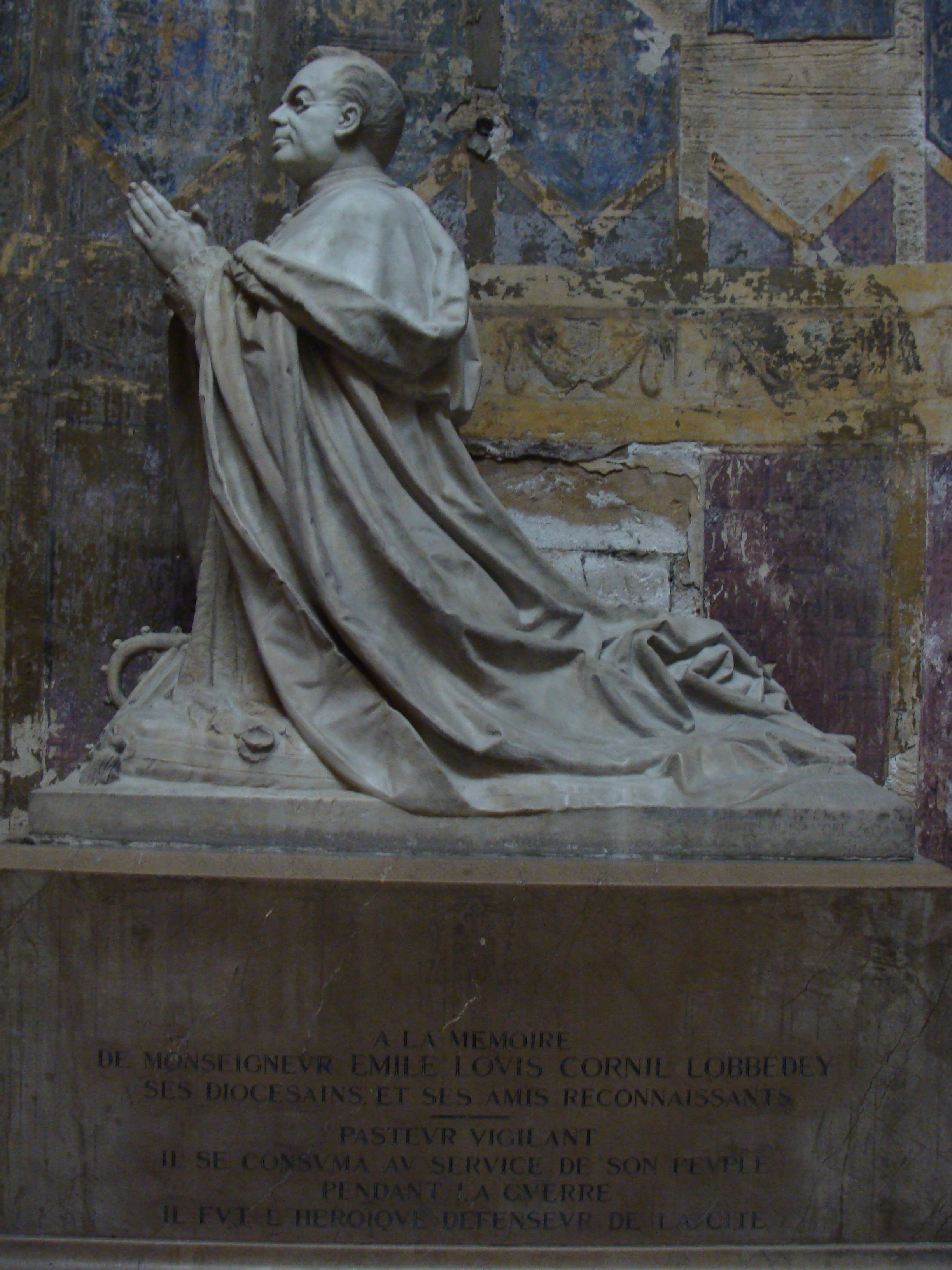
Orant de Mgr Lobbedey, basilique Notre-Dame de l'Immaculée Conception de Boulogne-sur-Mer.
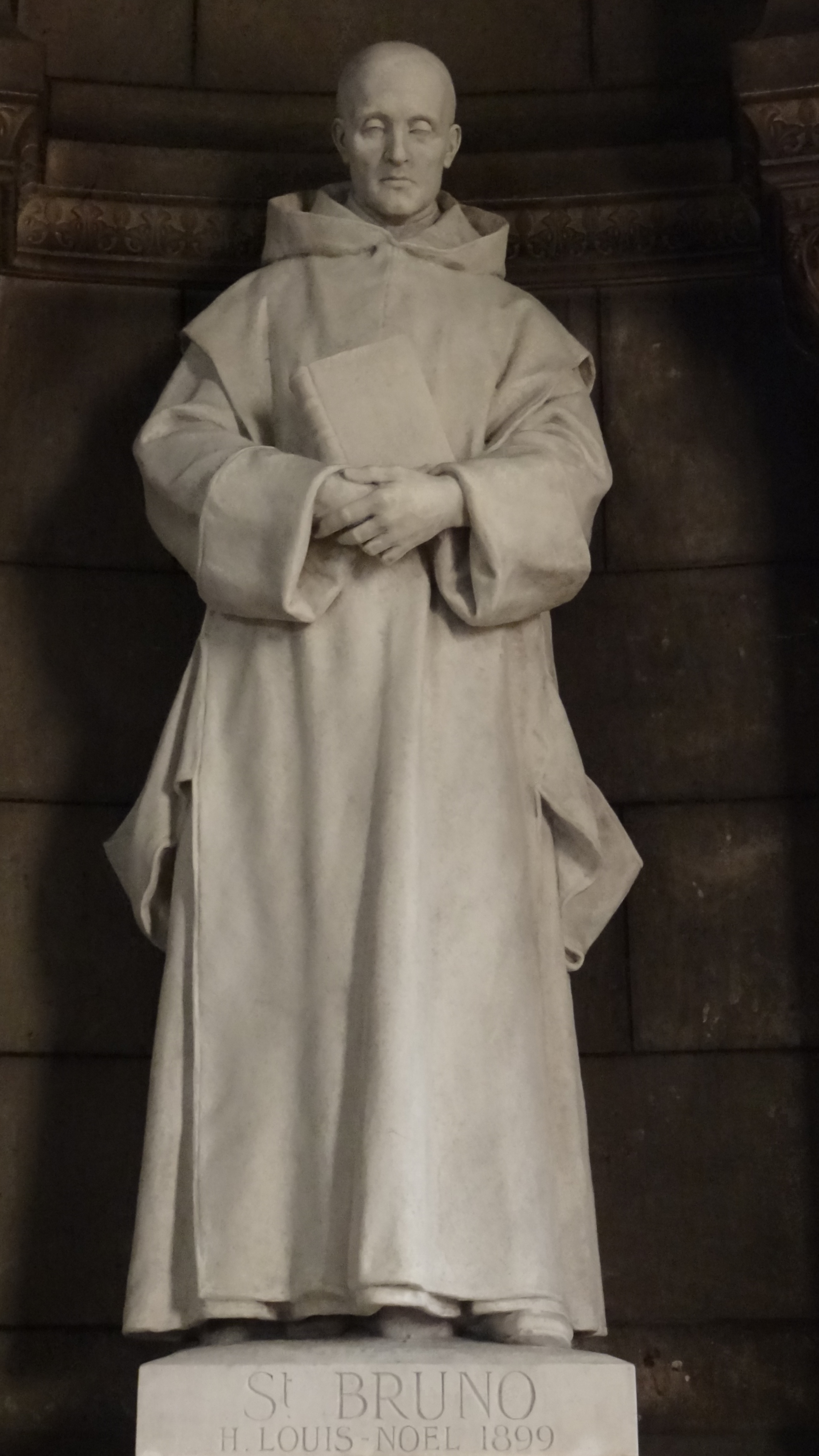
Saint Bruno (1899), Paris, crypte de la basilique du Sacré-Cœur de Montmartre.
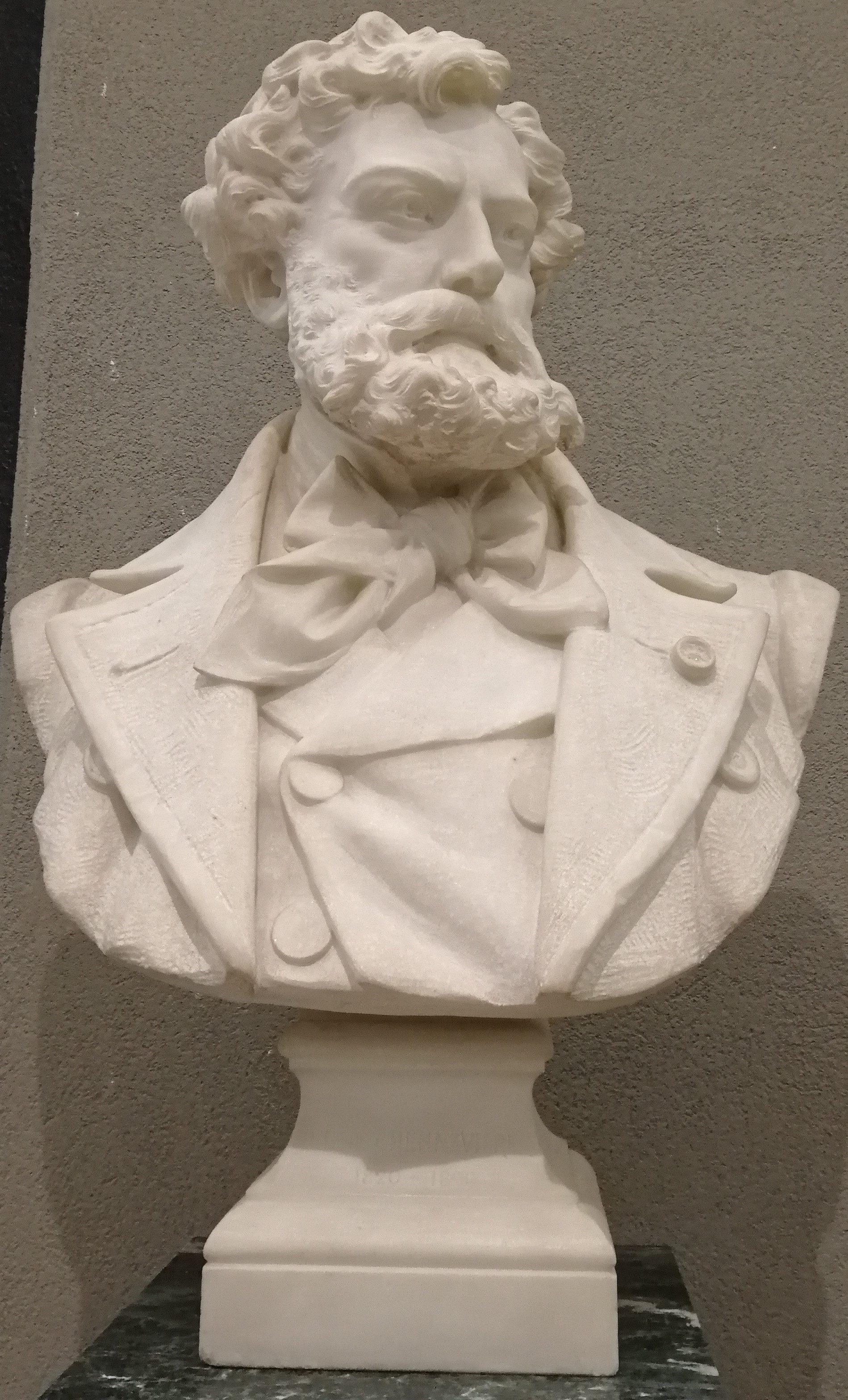
Charles-Philippe de Chennevières-Pointel (1902), marbre, Paris, musée d'Orsay.
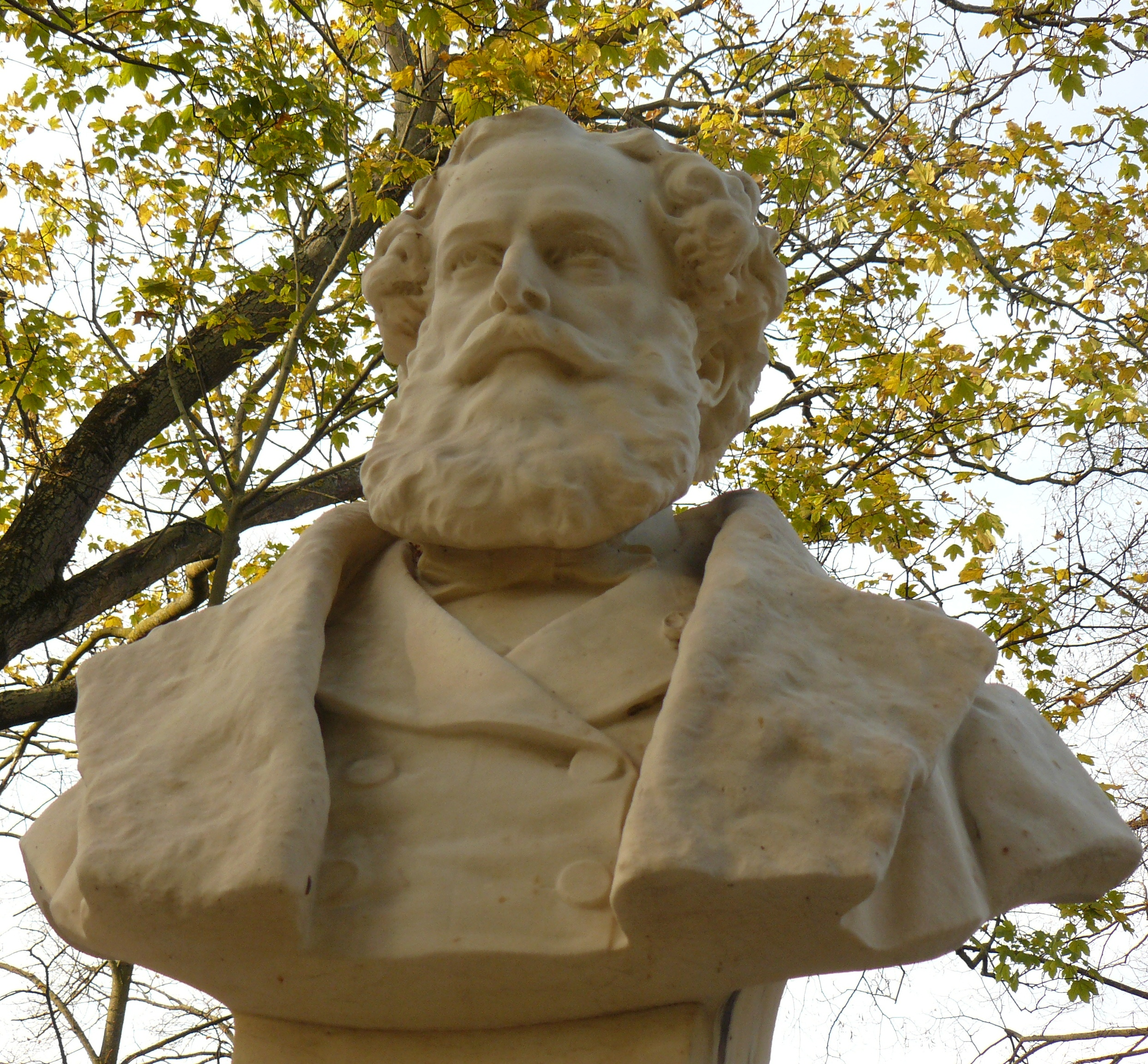
Arsène Houssaye (1902), Paris, cimetière du Père-Lachaise.
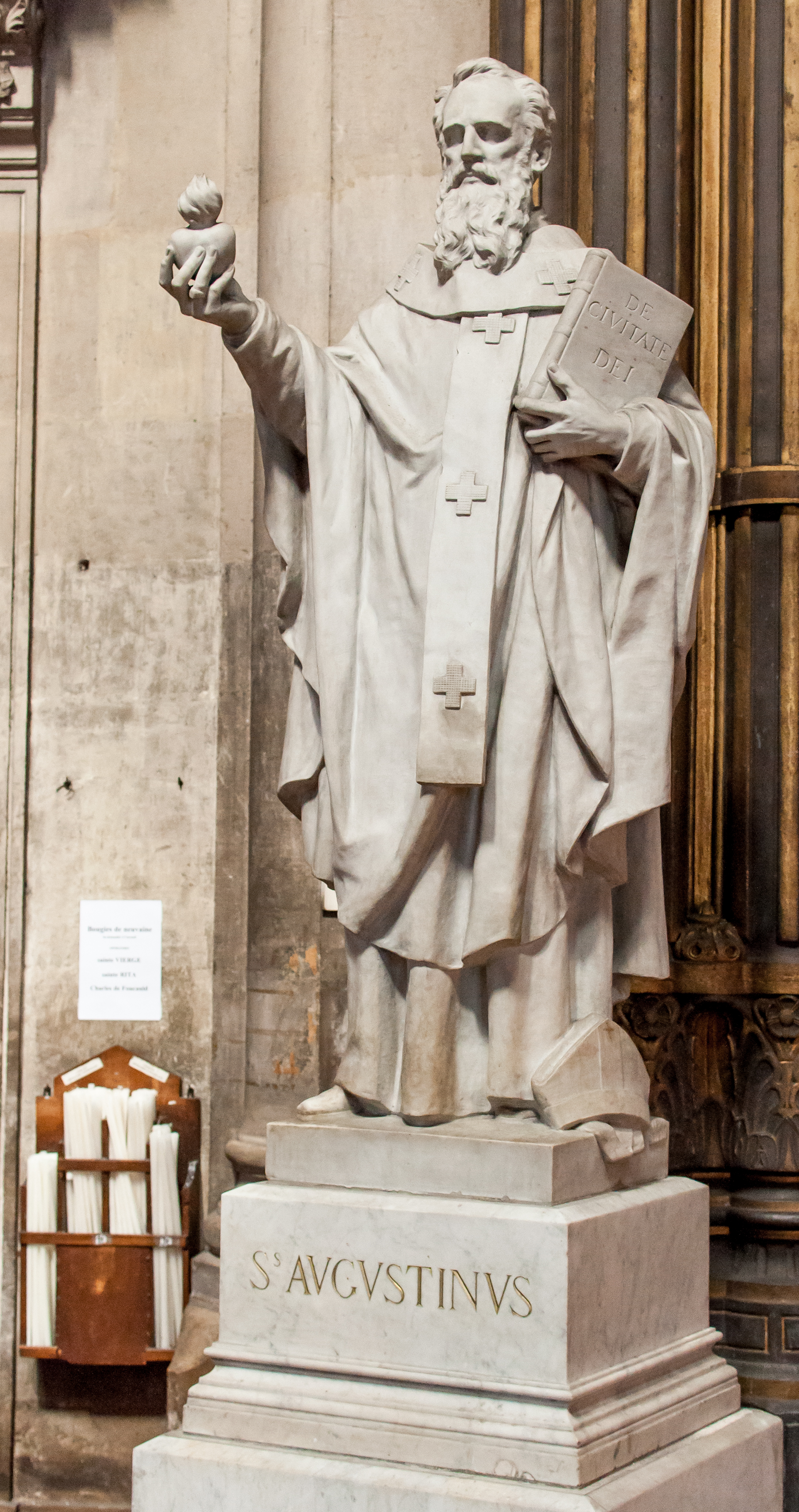
Saint Augustin, église Saint-Augustin de Paris.